# Championnat d'Europe de polo 2010
Navigation
Édition précédente Édition suivante
Le championnat d'Europe de polo 2010, huitième édition du championnat d'Europe de polo, a lieu en 2010 à Vienne, en Autriche. Il est remporté par la France.